# Municipio de Kinmundy
El municipio de Kinmundy (en inglés: Kinmundy Township) es un municipio ubicado en el condado de Marion en el estado estadounidense de Illinois. En el año 2010 tenía una población de 1186 habitantes y una densidad poblacional de 12,38 personas por km².

## Geografía
Según la Oficina del Censo de los Estados Unidos, el municipio tiene una superficie total de 95.78 km², de la cual 94,93 km² corresponden a tierra firme y (0,88 %) 0,84 km² es agua.

## Demografía
Según el censo de 2010, había 1186 personas residiendo en el municipio de Kinmundy. La densidad de población era de 12,38 hab./km². De los 1186 habitantes, el municipio de Kinmundy estaba compuesto por el 99,33 % blancos, el 0,17 % eran afroamericanos, el 0,17 % eran asiáticos, el 0,08 % eran de otras razas y el 0,25 % eran de una mezcla de razas. Del total de la población el 1,52 % eran hispanos o latinos de cualquier raza.